# Transglutaminase
La transglutaminase est une aminoacyltransférase qui catalyse la réaction :
glutamine protéique + alkylamine  {\displaystyle \rightleftharpoons }  N5-alkylglutamine + NH3.
Cette enzyme catalyse la formation de liaisons covalentes entre des groupes amine libres, par exemple ceux de résidus de lysine, et le groupe gamma-carboxamide des résidus de glutamine. Les liaisons formées par la transglutaminase montrent une grande résistance à la protéolyse.
La transglutaminase fut décrite pour la première fois en 1959. Son activité biochimique précise ne fut découverte qu'en 1968 lors de l'étude de l'implication du facteur XIII comme protéine de coagulation sanguine.

## Mécanisme d'action
La transglutaminase forme des polymères de protéines généralement insolubles. Ces polymères biologiques sont indispensables à l'organisme pour créer des barrières et structures stables. Ainsi la transglutaminase est impliquée entre autres dans la coagulation du sang (facteur XIII de coagulation), la synthèse de peau et de cheveux. La réaction catalytique est généralement vue comme irréversible, et doit être finement contrôlée au travers de mécanismes de contrôle. Un ensemble de substrats protéiques et de partenaires d'interaction des différentes transglutaminases est accessible sur la base de données TRANSDAB.

## Transglutaminases chez les vertébrés

### Transglutaminases humaines
Huit transglutaminases ont été caractérisées.
| Nom                                                  | Gène        | Localisation      | Chromosome  | OMIM        |
| ---------------------------------------------------- | ----------- | ----------------- | ----------- | ----------- |
| Facteur XIII (facteur de stabilisation des fibrines) | F13A1, F13B | sang              | 6p25-p24    | 134570      |
| Transglutaminase kératinocytaire                     | TGM1        | peau              | 14q11.2     | 190195      |
| Transglutaminase tissulaire                          | TGM2        | ubiquitaire       | 20q11.2-q12 | 190196      |
| Transglutaminase épidermique                         | TGM3        | peau              | 20q12       | 600238      |
| Transglutaminase prostatique                         | TGM4        | prostate          | 3p22-p21.33 | 600585      |
| TGM X                                                | TGM5        | peau              | 15q15.2     | 603805      |
| TGM Y                                                | TGM6        | indéterminé       | 20q11-15    | indéterminé |
| TGM Z                                                | TGM7        | testicule, poumon | 15q15.2     | 606776      |

#### Implications dans les maladies
Une déficience en facteur XIII (une maladie génétique rare) prédispose aux hémorragies ; une solution d'enzymes concentrée peut être utilisée pour corriger les anormalités et réduire les risques de saignements.
Des anticorps anti-transglutaminase tissulaire sont retrouvés dans la maladie cœliaque et peuvent jouer un rôle dans les dommages causés à l'intestin grêle lors d'un régime riche en gluten qui caractérisent cette maladie. Dans les dermatites herpétiformes, dans lesquels les modifications de l'intestin grêle sont souvent observées en réponse aux régimes excluant les produits céréaliers contenant du gluten, la transglutaminase épidermique est l'antigène prédominant.
De récentes recherches indiquent que les patients souffrant de maladies neurologiques comme la maladie de Huntington et la maladie de Parkinson pourraient avoir un taux anormalement élevé de transglutaminase tissulaire. Cette transglutaminase tissulaire pourrait être impliquée dans la formation d'agrégats protéiques causant la maladie d'Huntington, bien que cela ne soit pas l'élément indispensable au déclenchement de cette maladie,.
Des mutations au niveau de la transglutaminase kératinocytaire sont impliquées dans l'ichthyose lamellaire.

## Transglutaminases chez les invertébrés
Des transglutaminases ont été caractérisées chez différents invertébrés : drosophile, moustique, limule, écrevisse, crevette... Tout comme chez les vertébrés, la transglutaminase est indispensable à la coagulation[réf. nécessaire]. De plus, elle est impliquée dans les processus hématopoïétiques chez l'écrevisse Pacifastacus leniusculus.

## Applications industrielles et culinaires

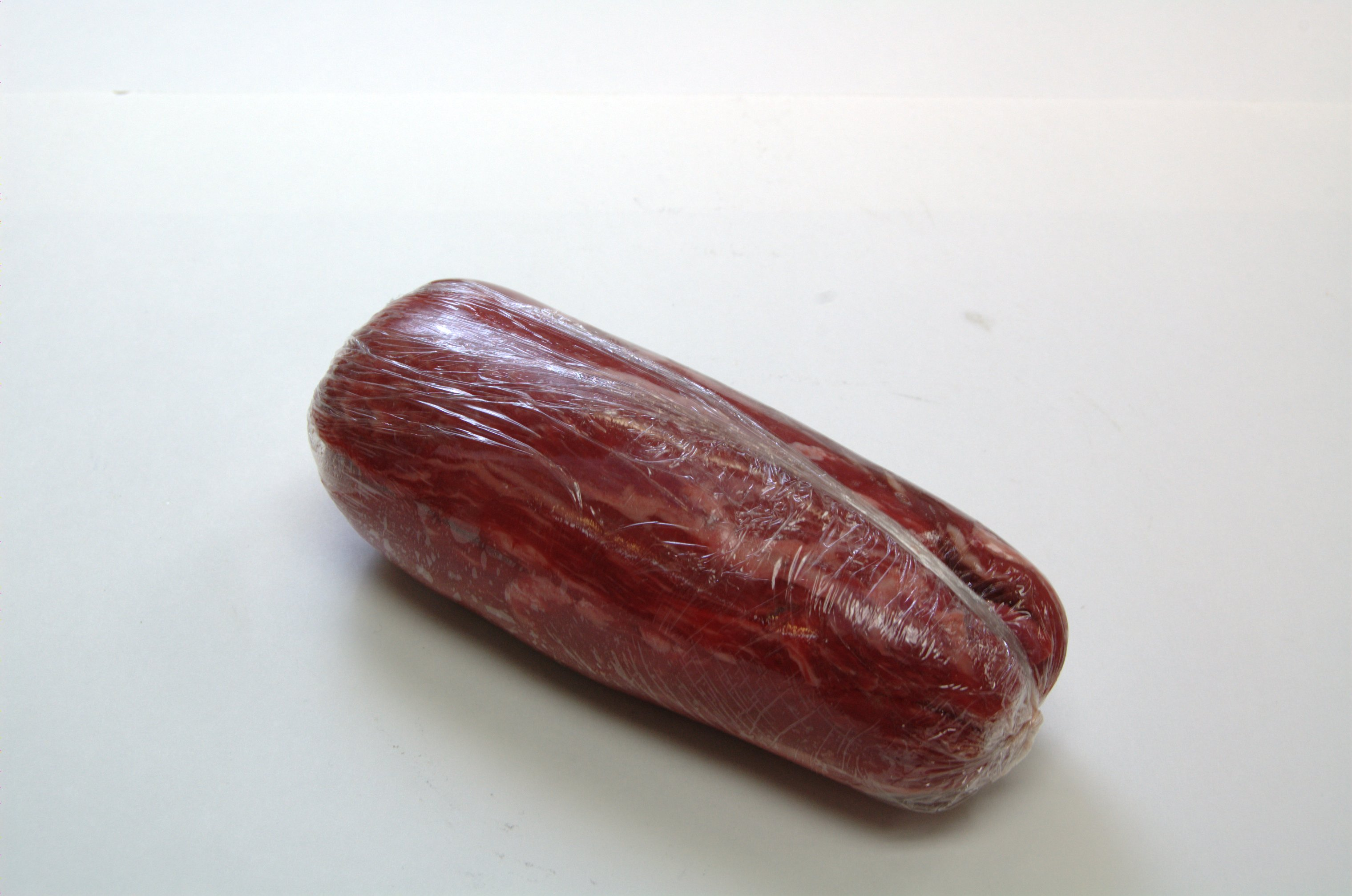
Trois pièces de viande réunies par l'Activa GS. Elles resteront ainsi toute la nuit avant d'être emballées, coupées en portions, cuisinées et servies.

Dans l'industrie agroalimentaire, la transglutaminase est utilisée pour lier des protéines ensemble. On peut ainsi citer l'imitation chair de crabe (surimi) ou les croquettes de poissons. Elle est produite par Streptomyces mobaraensis par fermentation à des quantités commerciales ou extraite à partir de sang animal et utilisée dans un grand nombre de processus, notamment la production de viande ou poisson reconstitués. Elle peut être utilisée comme agent liant afin d'améliorer la texture de produits riches en protéines comme le surimi ou le jambon.
La transglutaminase est aussi utilisée en cuisine moléculaire pour combiner de nouvelles textures avec des goûts existants.
La transglutaminase peut être utilisée dans les applications suivantes [réf. nécessaire]:
- Amélioration des textures de produits de viandes émulsifiées tels que les saucisses et les hot dogs.
- Liaison de différentes pièces de viandes en une pièce plus grande tels que les steaks restructurés.
- Amélioration des textures des viandes de mauvaise qualité (viande pâle, molle, et exsudative, caractéristiques attribuées au stress et à la chute de pH rapide postmortem)
- Fabrication de lait et yaourt
- Fabrication de nouilles fermes

Au-delà de ces applications principales, la transglutaminase est aussi utilisée pour créer certains produits hors du commun. Le chef britannique Heston Blumenthal est reconnu pour avoir introduit la "meat glue" (colle à viande) dans la cuisine moderne. Wylie Dufresne, chef du restaurant new yorkais d'avant-garde wd~50 a utilisé la transglutaminase produite par Blumenthal et a inventé les "pasta" faites à base de crevettes à plus de 95 %.
En termes d'appréciation qualitative, les consommateurs ne semblent pas faire de différence entre l'usage de thrombine et celui de transglutaminase